# Nižné Nemecké
Nižné Nemecké és un poble i municipi d'Eslovàquia. Es troba a la regió de Košice, a l'est del país. La primera referència escrita de la vila data del 1353.

## Demografia
| Godina             | 1994 | 2004   | 2014   | 2024   |
| ------------------ | ---- | ------ | ------ | ------ |
| Nombre de persones | 338  | 334    | 327    | 308    |
| Diferència         |      | −1,18% | −2,09% | −5,81% |

| Godina             | 2023 | 2024   |
| ------------------ | ---- | ------ |
| Nombre de persones | 311  | 308    |
| Diferència         |      | −0,96% |